# 맹안모극제
맹안모극(猛安謀克, 여진어:  Miŋgan Moumukə)는 금나라에서 시행한 행정 및 군사제도로 기존의 부족적 군사제도를 1114년, 금 태조가 정비한 것이다.
300호를 1모극부(모극부의 장은 모극)로 하고 10모극부를 1맹안부(맹안부의 장은 맹안)로 하며, 1모극부에서 100명의 병사를 징집하여 1모극군으로 하고 10모극군을 1맹안군으로 편성하는 것이 기본 내용이었다.
모극부와 맹안부의 장인 모극, 맹안의 직위는 세습되었다.
금나라 초기에는 금의 지배를 받는 모든 민족에게 적용했으나 이후 한족과 발해인 같은 농경민에게 주현제를 적용하게 되면서 여진인과 거란인 같은 유목민에게만 맹안모극제를 적용하게 됐다. 이러한 이중 통치 체제는 이전에 요나라가 실시한 남면관·북면관제와 비슷한 것이었다.

## 같이 보기
- 금나라